# Шевцов (Гомельская область)
Шевцов (бел. Шаўцоў) — посёлок в Даниловичском сельсовете Ветковского района Гомельской области Белоруссии.

## География

### Расположение
В 18 км на северо-запад от Ветки, 11 км от железнодорожной станции Костюковка (на линии Жлобин — Гомель), 35 км от Гомеля.

## Транспортная сеть
Транспортные связи по просёлочной, затем автомобильной дороге Даниловичи — Ветка. Застройка деревянная, усадебного типа.

## История
Основан в начале 1920-х годов переселенцами из соседних деревень на бывших помещичьих землях. В 1931 году жители вступили в колхоз. 6 жителей погибли на фронтах Великой Отечественной войны. В 1959 году в составе колхоза «Заря» (центр — деревня Пыхань).

## Население

### Численность
- 2004 год — 6 хозяйств, 6 жителей.

### Динамика
- 1940 год — 26 дворов, 98 жителей.
- 1959 год — 78 жителей (согласно переписи).
- 2004 год — 6 хозяйств, 6 жителей.